# Ebaeides montana
Ebaeides montana är en skalbaggsart som beskrevs av Fisher 1925. Ebaeides montana ingår i släktet Ebaeides och familjen långhorningar.
Artens utbredningsområde är Filippinerna. Inga underarter finns listade i Catalogue of Life.